# Ремизовка
Ремизовка (каз. Ремизовка) — упразднённое село в Талгарском районе Алматинской области Казахстана. В 2014 году включено в состав города Алма-Ата. Входило в состав Коктобинского сельского округа. Код КАТО — 196237500.

## Население
В 1999 году население села составляло 373 человека (186 мужчин и 187 женщин). По данным переписи 2009 года, в селе проживало 559 человек (266 мужчин и 293 женщины).